# 17179 Codina
17179 Codina (1999 TC224) là một tiểu hành tinh vành đai chính.